# Beslag
För andra betydelser, se Beslag (olika betydelser).
Beslag är ett tvångsmedel som i Sverige kan användas när misstanke om brott föreligger.
Beslag kan bland annat läggas på föremål som skäligen kan antas ha betydelse för utredning av brott eller avhänts någon genom brott får tas i beslag. Vid mycket allvarliga brott där fängelse på sex år ingår i straffskalan kan beslag också läggas på sådant som blivit utbyte av brottet. Bland de brottsbalksbrott där detta kan ske märks:
- människohandel, koppleri, grovt ocker, grov olovlig befattning med falska pengar eller grovt dobbleri
- narkotikabrott enligt 1 § narkotikastrafflagen (1968:64) eller olovlig befattning med narkotikaprekursorer enligt 3 b § första stycket samma lag
- dopningsbrott enligt 3 § första stycket lagen (1991:1969) om förbud mot vissa dopningsmedel eller grovt dopningsbrott enligt 3 a § samma lag,
- narkotikasmuggling enligt 6 § första stycket lagen (2000:1225) om straff för smuggling
- människosmuggling enligt 20 kap. 8 § första stycket utlänningslagen (2005:716) eller organiserande av människosmuggling enligt 20 kap. 9 § första stycket samma lag.

Med utbyte av brott avses det personen förtjänat på sin brottsliga verksamhet. Påträffas till exempel en stor summa pengar hemma hos en sjukpensionär, som varit bordellmamma och som därför misstänks för grovt koppleri, så kan pengarna tas i beslag i avvaktan på rättegången då sannolikt pengarna kommer att förklaras förverkade. Beslag får endast beslutas om skälen för åtgärden uppväger det intrång eller men i övrigt som beslaget innebär. Denna så kallade proportionalitetsprincip har prövats av hovrätten över Skåne och Blekinge i Mål Ö 107-05. Beslag kan läggas på skriftlig handling. Detta får inte ske om den innehåller något som personen inte får höras om som vittne enligt 36 kap. 5 § rättegångsbalken.
- NJA 1990 s 537 visar på hur avvägningen kan ske mellan sådant som kan tas i beslag och sådant som inte får tas i beslag.[4]
- Att en advokat är misstänkt för brott har inte hindrat tillämpning av beslagsförbudet i 27 kap. 2 § rättegångsbalken för handlingar hos advokaten. I detta rättsfall har alltså klientens skyddsintresse ansetts böra överväga så att full sekretess ska råda med avseende på sådan information som advokaten till följd av uppdraget får i ärendet.[5]

Den som med laga rätt griper misstänkt må lägga beslag på föremål som därvid påträffas. Beslag av föremål kan göras oberoende av vilket brott det är:
- Om det på goda grunder kan antas att föremålet har betydelse för utredning om brott till exempel som bevis eller ledtråd i spanings- eller utredningsverksamheten eller
- om det troligen avhänts någon genom brott eller
- om det kan antas vara förverkat på grund av brott.

Ett föremål kan antas vara förverkat på grund av brott om det har använts som hjälpmedel vid brott. Det kan vara fråga om ett typiskt brottsverktyg, som dyrk, knogjärn, sedelpress eller har skapats genom brott till exempel falska sedlar. Verkställs beslaget av någon annan än undersökningsledaren eller åklagaren skall anmälan skyndsamt göras till honom, som omedelbart skall pröva om beslaget skall bestå.
Beslut om beslag kan överklagas. NJA 1993 s 178 är ett exempel på beslag beslutat av åklagare.

## Fotnoter
1. ↑  27 kap. 1 § Rättegångsbalken (1942:740)
2. ↑  RH 2005:5
3. ↑  36 kap. 5 § Rättegångsbalken (1942:740)
4. ↑  NJA 1990 s. 537
5. ↑  NJA 2010 s. 122
6. ↑  27 kap. 4 § 3 stycket Rättegångsbalken (1942:740)
7. ↑  NJA 1993 s. 178